# Aster Vranckx
Aster Jan Vranckx (* 4. Oktober 2002 in Erps-Kwerps, Kortenberg) ist ein belgischer Fußballspieler. Der Mittelfeldspieler steht beim VfL Wolfsburg unter Vertrag und ist belgischer Nationalspieler.

## Karriere

### Verein
Aster Vranckx begann mit dem Fußballspielen beim SC Hoegaarden und kam über den KVK Tienen sowie den KV Woluwe-Zaventem in die Jugendauswahl des KV Mechelen. Am 3. Dezember 2018 unterzeichnete er mit 15 Jahren seinen professionellen Vertrag bei De Kakkers. Sein Pflichtspieldebüt für die erste Mannschaft bestritt er am 20. Juli 2019 bei der 0:3-Niederlande gegen den KRC Genk im belgischen Supercup, als er kurz vor dem Ende des Spiels für Joachim Van Damme eingewechselt wurde. Sein Debüt in der höchsten belgischen Spielklasse bestritt der Mittelfeldspieler am 9. August 2019 (3. Spieltag) beim 0:0-Unentschieden gegen den RSC Anderlecht, als bereits in der 38. Spielminute für den angeschlagenen Jules Van Cleemput eingewechselt wurde. In den nächsten Spielen wurde er nur sporadisch eingesetzt und erst in der Rückrunde der Saison 2019/20 drang er in die Rotation von Cheftrainer Wouter Vrancken vor. Am 15. Februar 2020 (26. Spieltag) erzielte er beim 2:0-Heimsieg gegen den RSC Anderlecht sein erstes Tor und bereitete den zweiten Treffer von Geoffry Hairemans vor. In dieser infolge der COVID-19-Pandemie abgebrochenen  Spielzeit bestritt er neun von 29 möglichen Pflichtspiele, in denen ihm ein Treffer und zwei Vorlagen gelangen. In der Saison 2020/21 waren es 34 von 40 möglichen Spielen, in denen er vier Tore schoss, sowie drei Pokalspiele.
Bereits Mitte Dezember 2020 wurde sein Wechsel zur neuen Saison zum deutschen Bundesligisten VfL Wolfsburg vereinbart. Vranckx unterschrieb dort einen Vertrag mit einer Laufzeit bis Sommer 2025.
Für die Spielzeit 2022/23 wechselte Vranckx per Leihe mit Kaufoption nach Italien zur AC Mailand. Sein Debüt gab er im September 2022 beim 1:2-Auswärtssieg gegen Sampdoria Genua, als er in der 78. Spielminute für Tommaso Pobega eingewechselt wurde. Insgesamt absolvierte er in dieser Spielzeit 10 Pflichtspiele für die Mailänder und bereitete dabei ein Tor vor. Nach der Spielzeit kehrte er nach Wolfsburg zurück.

### Nationalmannschaft
Seit April 2017 durchläuft Vranckx die verschiedenen Junioren-Nationalmannschaften Belgiens. Im Juni 2021 gab er dabei in einem Qualifikationsspiel für die U21-Europameisterschaft sein Debüt für die belgische U21-Nationalmannschaft. Zwei Jahre nach seinem Debüt für die U21 spielte Vranckx im Juni 2023 beim 1:1 gegen Österreich im Qualifikationsspiel für die Europameisterschaft 2024 erstmals für die belgische A-Nationalmannschaft, als er in der 76. Spielminute für Orel Mangala eingewechselt wurde. Ebenfalls im Juni 2023 nahm er an der U21-Europameisterschaft 2023 teil, bei welcher Belgien nach zwei Unentschiedenen und einer Niederlage gegen Portugal bereits in der Gruppenphase ausschied.
In der Qualifikation für die EM 2024 wurde er in drei der acht Spiele eingesetzt und qualifizierte sich mit den Roten Teufeln ungeschlagen für die EM-Endrunde, für die er am 28. Mai 2024 nominiert wurde.